# Pirttisaari (ö i Päijänne-Tavastland, Lahtis, lat 61,25, long 25,86)
Pirttisaari är en ö i Finland. Den ligger i sjön Ruotsalainen och i kommunen Asikkala i den ekonomiska regionen  Lahtis ekonomiska region  och landskapet Päijänne-Tavastland, i den södra delen av landet, 130 km norr om huvudstaden Helsingfors. Öns area är 19,6 hektar och dess största längd är 0,9 kilometer i öst-västlig riktning.